# Kevin Carlos
Kevin Carlos Omoruyi Benjamin (Ceuta, 10 aprile 2001) è un calciatore spagnolo, di origini nigeriane, attaccante del Nizza.

## Carriera
Carlos è cresciuto nel settore giovanile dell'Huesca, con cui ha debuttato in prima squadra il 15 dicembre 2020 nell'incontro di Coppa del Re vinto 3-2 contro il Marchamalo. Ha segnato il suo primo gol il 30 novembre 2021, sempre in Coppa del Re, contro il Cayón.
Il 12 gennaio 2023 è stato prestato al Betis, che lo ha aggregato alla propria formazione B. Il 15 luglio è passato in prestito all'Yverdon, che nel mercato invernale lo ha acquistato a titolo definitivo.
Il 23 agosto 2024 viene acquistato dal Basilea, firmando un contratto quadriennale.
Il 18 agosto 2025 passa al Nizza.

## Statistiche

### Presenze e reti nei club
Statistiche aggiornate al 22 febbraio 2025.
| Stagione        | Squadra         | Campionato      | Campionato | Campionato | Coppe nazionali | Coppe nazionali | Coppe nazionali | Coppe continentali | Coppe continentali | Coppe continentali | Altre coppe | Altre coppe | Altre coppe | Totale | Totale | Totale |
| Stagione        | Squadra         | Comp            | Pres       | Reti       | Comp            | Pres            | Reti            | Comp               | Pres               | Reti               | Comp        | Pres        | Reti        | Pres   | Reti   |        |
| --------------- | --------------- | --------------- | ---------- | ---------- | --------------- | --------------- | --------------- | ------------------ | ------------------ | ------------------ | ----------- | ----------- | ----------- | ------ | ------ | ------ |
| 2018-2019       | Almudévar       | TD              | 5          | 2          | -               | -               | -               | -                  | -                  | -                  | -           | -           | -           | 5      | 2      |        |
| 2020-2021       | Huesca B        | TD              | 27         | 11         | -               | -               | -               | -                  | -                  | -                  | -           | -           | -           | 27     | 11     |        |
| 2021-2022       | Huesca B        | SDR             | 28         | 16         | -               | -               | -               | -                  | -                  | -                  | -           | -           | -           | 28     | 16     |        |
| Totale Huesca B | Totale Huesca B | Totale Huesca B | 55         | 27         |                 | -               | -               |                    | -                  | -                  |             | -           | -           | 55     | 27     |        |
| 2020-2021       | Huesca          | PD              | 0          | 0          | CR              | 1               | 0               | -                  | -                  | -                  | -           | -           | -           | 1      | 0      |        |
| 2021-2022       | Huesca          | SD              | 1          | 0          | CR              | 2               | 1               | -                  | -                  | -                  | -           | -           | -           | 3      | 1      |        |
| 2022-gen. 2023  | Huesca          | SD              | 11         | 1          | CR              | 1               | 0               | -                  | -                  | -                  | -           | -           | -           | 12     | 1      |        |
| Totale Huesca   | Totale Huesca   | Totale Huesca   | 12         | 1          |                 | 4               | 1               |                    | -                  | -                  |             | -           | -           | 16     | 2      |        |
| gen.-giu. 2023  | Betis B         | SF              | 10         | 0          | -               | -               | -               | -                  | -                  | -                  | -           | -           | -           | 10     | 0      |        |
| 2023-2024       | Yverdon         | SL              | 35         | 14         | CS              | 1               | 0               | -                  | -                  | -                  |             | -           | -           | 36     | 14     |        |
| giu.-ago. 2024  | Yverdon         | SL              | 3          | 1          | CS              | 1               | 0               | -                  | -                  | -                  | -           | -           | -           | 4      | 1      |        |
| Totale Yverdon  | Totale Yverdon  | Totale Yverdon  | 38         | 15         |                 | 2               | 0               |                    | -                  | -                  |             | -           | -           | 40     | 15     |        |
| ago. 2024-      | Basilea         | SL              | 20         | 9          | CS              | 1               | 0               |                    | -                  | -                  |             | -           | -           | 21     | 9      |        |
| Totale carriera | Totale carriera | Totale carriera | 140        | 54         |                 | 7               | 1               |                    | -                  | -                  |             | -           | -           | 147    | 55     |        |

## Palmarès

### Club
- Campionato svizzero: 1

Basilea: 2024-2025
- Coppa Svizzera: 1

Basilea: 2024-2025

### Individuale
- Capocannoniere del campionato svizzero: 1

2023-2024 (14 reti, a pari merito con Žan Celar e Chadrac Akolo)